# Zvony míru a pokoje pro Evropu
Zvony míru a pokoje pro Evropu, také Zvony pro Evropu či Zvony míru (německy Friedensglocken für Europa) je projekt německé diecéze rottenbursko-stuttgartské navrácení zvonů, které byly rekvírovány ve druhé světové válce, nebyly použitě pro válečné účely a byly od roku 1950 zapůjčeny farnostem v tehdejším Západním Německu. 

## Historie

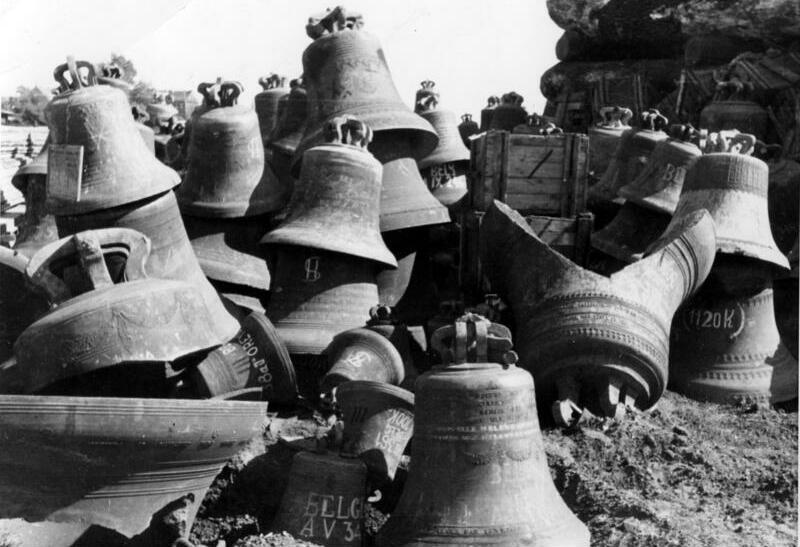
Hřbitov zvonů v Hamburku

V období druhé světové války byly prováděny rekvizice zvonů pro válečné účely. Ty byly sváženy na tzv. hřbitov zvonů v Hamburku, kam se jich dostalo celkem 96 000 kusů. Z nich válku přežilo pouze 14 000. Většina těchto zvonů byla vrácena do původních farností. Asi 1300 zvonů  z bývalých německých východních území ze hřbitova zvonů v Hamburku odmítla vydat britská okupační správa. Od roku 1950 byly zvony zapůjčeny farnostem v tehdejším Západním Německu.
V roce 1943 byly z kostela Svaté Trojice ve Slezském Gorzówě rekvírovány tři zvony a byly odvezeny na hřbitov zvonů v Hamburku. Jeden z nich byl v roce 2011 nalezen při renovaci zvonů v kostele svatého Martina v Rottenburgu v Německu. Zvon z roku 1711 byl navrácen do kostela Svaté Trojice za osobní účasti Gebharda Fürsta, biskupa německé diecéze rottenburtko-stuttgartské. Návratem polského zvonu byl zahájen poválečný návrat zvonů do původních farností v Polsku a České republice.
Iniciátorem projektu Zvony míru a pokoje pro Evropu byl biskup německé diecéze rottenburtsko-stuttgartské Dr. Gebhard Fürst, který nechal prověřit původ všech zvonů v jeho církevním obvodu, v 1200 farnostech. Bylo nalezeno 67 zvonů. Projekt navrácení zvonů je naplánován na šest let a diecéze rottenburtsko-rtuttgartská do něj investuje 400 000 euro ročně.

### Vrácení zvonů
Do Ostravsko-opavské diecéze bylo vráceno šest zvonů. První z nich byl vrácen v roce 2021 do kostela svatého Vavřince v Píšti. Byl nalezen v kostele Panny Marie Pomocnice křesťanů v Aichtal-Grötzingenu. Zvon o hmotnosti 350 kg byl ulit v roce 1649 opavským zvonařem Hansem Knaufem pro evangelický kostel. Druhý zvon z Píště ulitý zvonařem Knaufem byl nalezen v kostele v obci Sulz nad Neckarem. Tento je ponechán v Německu.
V roce 2023 (23.–26. červen) byly vráceny dva zvony do Polska. Ve gmině Elblag v obci Straszewo byl vrácen zvon z roku 1719 o hmotnosti 300 kg, který byl nalezen v Oberesslingenu. Druhý zvon z roku 1704 o hmotnosti 235 kg, který zvonil v Aichtal-Grötzingenu byl vrácen do Fromborgu.
V sobotu 13. dubna 2024 v ostravské katedrále Božského Spasitele bylo předáno pět zvonů zástupcům obcí Doubrava, Věřňovice, Třanovice, Třebom a Oldřišov.
Oldřišov

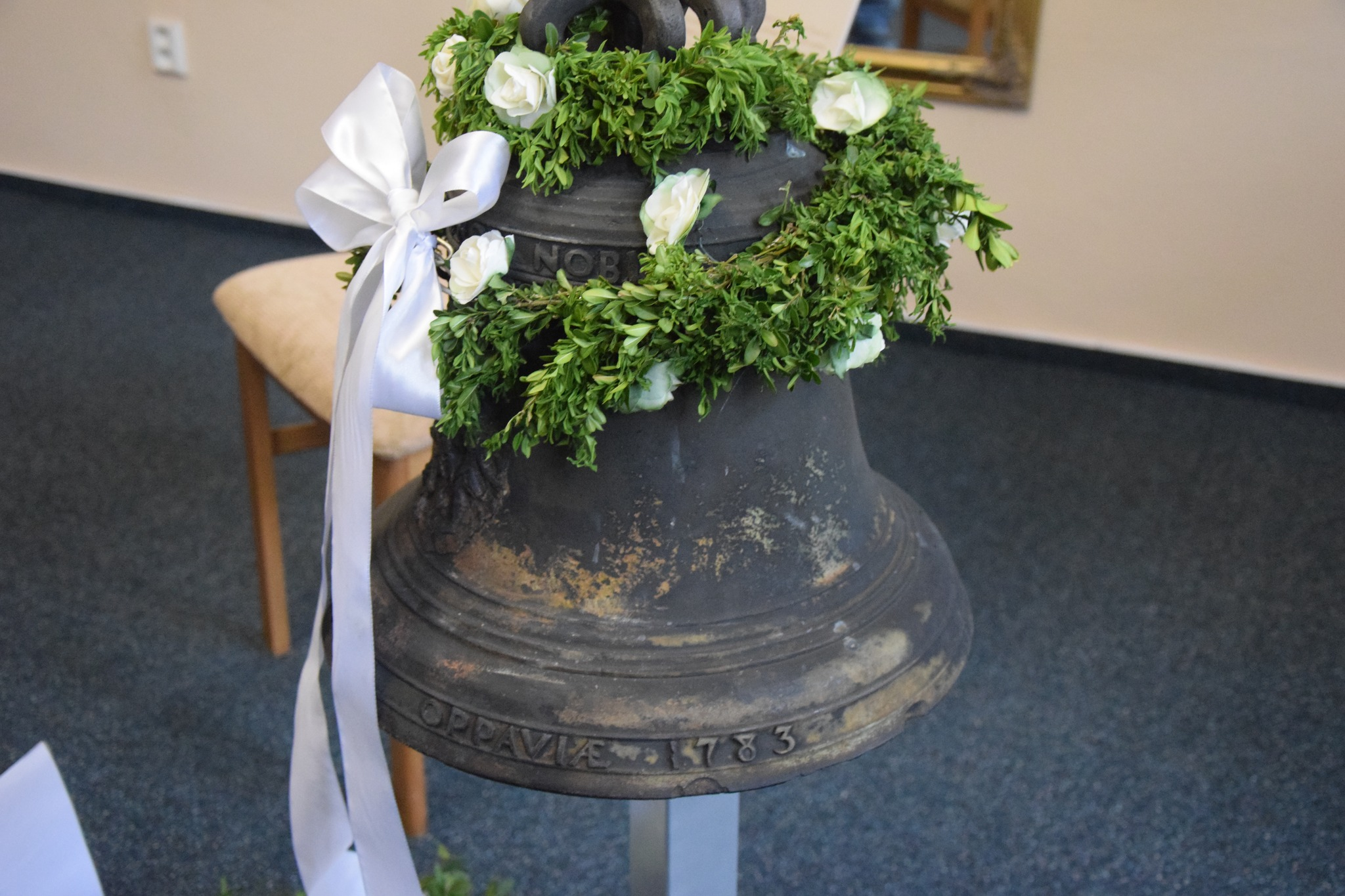
Vrácený zvon do kostela sv. Hedviky v Doubravě

Zvon nalezený v kostele svatého Františka v Schwenningenu pochází z roku 1507, je laděný v tónu a1, jeho hmotnost je 590 kg, průměr 0,980 m, výška 0,99 m.  Zvon byl vrácen do kostela Narození Panny Marie v Oldřišově.
Třanovice
Zvon nalezený v Roigheimu pochází z roku 1932, jeho hmotnost je 140 kg, průměr 0,610 mladění v tónu E2. Měl být vrácený do Třanovic, ale bude zavěšen v kostele v Hnojníku. Důvodem je ladění zvonů. Zvon ve Hnojníku má stejné ladění, byl ulit ve stejném roce 1932  stejným zvonařem Richardem Heroldem z Chomutova. V Třanovicích ve věži budou nadále zvonit ocelové zvony ulité v Třineckých železárnách.
Třebom
Zvon nalezený ve zvonici kostela svatého Petra v Tübingenu-Lustnau pochází z roku 1511, jeho hmotnost je 590 kg, má průměr 0,97 m, ladění A1 a byl vrácen do kostela svatého Jiří v obci Třebom.
Doubrava
Zvon nalezený v kostele svatého Martina v Beimerstettu pochází z roku 1783 a byl ulit opavským zvonařem Františkem Valentinem Stankem. Hmotnost zvonu je 30 kg, průměr 0,30 m a putuje do Doubravy do kostela svaté Hedviky Slezské.
Věřňovice
Zvon nalezený ve zvonici kostela svatého Jiří v Hemmingenu pochází z roku 1799 a byl ulit opavským zvonařem Františkem Mikulášem Stankem. Na zvonu je reliéf svatého Jana  a Pavla. Jeho hmotnost je 30 kg, průměr 0,390 m, ladění v cis4 a byl vrácen do kaple v obci Věřňovice.

### Nové zvony v Německu
Na místa vrácených zvonů jsou zavěšeny nové zvony, které byly ulity v souvislosti projektu Zvony míru. Na každém je informace o zvonu, který byl vrácen do Česka nebo  Polska. Je na nich reliéf dvou setkávajících se holubic, olivovou ratolestí nad zářícím věncem s dvanácti hvězdami a s latinským textem modlitby: „EXORO RECONCILIATIONEM ET PACEM IN EVROPA PER DOMINVM NOSTRVM IESVM CHRISTVM PRINCIPEM PACIS“ (česky Prosím o usmíření a mír v Evropě skrze našeho pána Ježíše Krista, knížete míru). Výzdobu zvonů navrhl římský umělec Massimilian Pironti, který žije ve Stuttgartu.